# غلبه بر ترس و خستگی
غلبه بر ترس و خستگی کتابی از ادوارد اسپنسر کولز با ترجمهٔ امیرقلی امینی است که در سال ۱۳۳۸ منتشر و برندهٔ جایزه کتاب سال سلطنتی شد.